# Регионален федерален съд на Първи регион
Регионален федерален съд на Първи регион (на португалски: Tribunal Regional Federal da 1ª Região) с официално седалище в Бразилия е едно от петте регионални федерални съдилища в Бразилия – второинстанционен съд на федералното правосъдие в Бразилия, чиято юрисдикция се разпростира върху Федералния окръг и щатите Пиауи, Мараняо, Гояс, Мато Гросо, Амапа, Токантинс, Пара, Минас Жерайс, Баия, Амазонас, Рорайма, Рондония и Акре.

## История
За да се проследи историята на Регионален федерален съд на Първи регион, трябва да имат предвид няколко промени в бразилската съдебна система, случили се преди създаването на този съд. Бразилската конституция от 1934 г. учредява федералния дял на правораздаването в страната, а конституцията от 1937 г. доразвива неговите функции и структура. През 1946 г. новата Конституция създава втора инстанция на федералното правораздаване в лицето на бившия Федерален апелативен съд. По инициатива на военния режим, установен в страната през 1964, с институционален акт от 27 октомври 1965 първата инстанция на федералното правосъдие се обвързва с фигурите на федералните съдии.
В последната Конституция на Бразилия от 1988, наричана Гражданска Конституция, се учредяват и Регионалните федерални съдилища, които трябва да заменят и реорганизират юрисдикцията на бившия Федерален апелативен съд, с уговорката, че седалището и юрисдикцията на всеки от тези нови съдилища ще се определят с обикновен закон (чл.106 и чл. 107).
Като последствие чл. 27 от преходните и заключителните разпоредби на Конституцията дава срок от шест месеца след влизането ѝ в сила да се създадат пет регионални федерални съдилища, чиито юрисдикции и седалища трябва да бъдат определени от все още съществуващия Федерален апелативен съд съобразно броя на делата и по географски принцип. Юрисдикциите и седалищата на тези пет регионални федерални съдилища са определени с Резолюция 1 от 6 октомври 1988 г.

## Състав
Към момента в състава на Регионалния федерален съд на Първи регион работят двадесет и седем федерални съдии, наричани федералнни десембаргадори, групирани в осем специалиирани съдебни състава. Всеки специализиран състав се състои от по трима съдии и може да разглежда дела, касаещи определена правна материя. От своя страна съдебните състави се групират в четири специализирани съдебни секции:
- I специализирана секция – обединява 1 и 2 съдебен състав, разглеждащи дела, касаещи социални помощи, социално-осигурителни отношения по Главната схема за социално осигуряване и Схемата за социално осигуряване на държавните служители;
- II специализирана секция – обединява 3 и 4 съдебен състав, в чиято компетенция попадат наказателни дела, дела срещу незаконни действия на администрацията и експропиациите;
- III специализирана секция – съставена от 5 и 6 съдебен състав, в чиято юрисдикция попадат административни, граждански и търговски дела;
- IV специализирана секция – съставена от 7 и 8 състав, разглеждащи дела от данъчноправен характер.

Регионалният федерален съд заседава и в Пленум, в който заседават всички съдии от състава на съда. Сред основните функции на Пленума са:
- да избира председател и заместник-председател на съда, корежедор и заместник-корежедор на съда;
- да избира съдии, които да попълнят състава на специалния състав на съда, както и членове на Административния съвет и други административни органи на съда;
- да прави изменения в Правилника на Регионалния федерален съд;
- да формира троен списък от федерални съдии, адвокати и федерлни прокурори, които при нужда да бъдат предложени за членове на Регионалния съд;

Освен секциите и съставите, към Регионалния съд работят един специален състав, наричан Специален съд, изпълняващ специални съдебни и административни функции, съставен от осемнадесет съдии и председателстван от председателя на съда. Основните функции на специалния състав са:
- да съди по обвинения в общи престъпления и престъпления по служба федерални съдии от юрисдикцията на съда, в това число съдии от военните и трудовите съдилища, и членове на федералната прокуратура, които пледират пред съдилищата в юрисдикцията на съда;
- да прави криминален преглед на собствените си решения и да ги отменя;
- право да издава мандат за защита и habeas data срещу решения на съда, на административните му органи и на съдиите от състава му;
- да действа като арбитър в спорове за компетентност, възникнали между отделните състави или секции на съда и неговите административни органи;
- да осигурява унификация на юриспруденцията в съда чрез еднакво тълкуване на правните норми, приложими в работата на отделните секции, когато в хода на работата на тези секции възникнат случаи на различно тълкуване на едни и същи правни норми;
- да се произнася относно конституционността на закони и нормативни актове, приложими в процесите от компетенцията на съда;
- избира федерални съдии от квотата на съда, които да попълнят състава на Регионалния електорален съд на Федерлания окръг, и федерални съдии от всяка юридическа секция, които да попълнят състава на съответния Регионален електорален съд;
- да организира конкурси за федерални съдии и техни заместници;
- да одобрява принудително пенсиониране на съдии от състава на съда, федерални съдии и техните заместници;
- да инициира започване на специална административна процедура за отстраняване на членове на съда, на федерални съдии и техни заместници и да се произнася с решение по нея;
- да разглежда процеси за отстраняване от длъжност на членове на съда, федерални съдии и техните заместници;
- налага административни наказания на членове на съда, федерални съдии и техните заместници.

## Юрисдикция
До 2013 г. Регионален федерален съд на Първи регион притежава юрисдикция върху Федералния окръг Бразилия и щатите Минас Жерайс, Баия, Пиауи, Мараняо, Гояс, Мато Гросо, Амапа, Токантинс, Пара, Амазонас, Рорайма, Рондония и Акре. През 2013 г. Конгресът одобрява поправка в бразилската конституция, която отделя от юрисдикцията на съда щатите Минас Жерайс, Баия, Амазонас, Рорайма, Рондония и Акре и ги присъединява към юрисдикцията на новосъздадените регионални федерални съдилища на Седми, Осми и Девети регион. Конституционната поправка обаче е суспендирана от Върховния федерален съд, което запазва предишното статукво до 2021 г., когато със закон Националният конгрес създава нов регионален съд с юрисдикция върху щата Минас Жераис, изваждайки този щат от юрисдикцията на Регионалния федерален съд на Първи регион, за да облекчи работата му. Новият Регионален федерален съд на Шести регион е официално открит на 19 август 2022 г.
Официалното седалище на Регионалния федерален съд на Първи регион е в столицата Бразилия. Един от основните прерогативи на Регионалния съд е да определя броя, вида и териториалната юрисдикция на първоинстанионните федерални съдилища в Първи съдебен регион. За по-ефективната организация на федералното правораздаване юрисдикцията на съда се поделя на четиринадесет основни части, наричани юридически секции (seçãos judiciárias), чиято юрисдикция обхваща един от щатите в юрисдикцията на Регионалния съд, а седалищата им – териториални представителства на Регионалния съд – се намират в столиците на съответните щати. Всяка секция от своя страна се поделя на няколко съдебните окръга – юридически подсекции (subseçãos judiciárias), чиято юрисдикция обхваща една или няколко общини:
- Юридическа секция Акре със седалище Рио Бранко;
- Юридическа секция Амапа със седалище Макапа;
- Юридическа секция Амазонас със седалище Манаус и подсекция Табатинга;
- Юридическа секция Бая със седалище Салвадор и подсекции Берейрас, Кампо Формозо, Еунаполис, Фейра де Сантана, Гуаамби, Илеус, Итабуна, Жекие, Жуазейро, Пауло Афонсо и Витория да Конкиста;
- Юридическа секция Федерален окръг със седалище Бразилия;
- Юридическа секция Гояс със седалище Гояния и подсекции Анаполис, Апаресида де Гояния, Луизияния и Рио Верде;
- Юридическа секция Мараняо със седалище Сао Луис и подсекции Гашияс и Императрис;
- Юридическа секция Мато Гросо със седалище Киаба и подсекции Касерес, Рондонополис и Синоп;
- Юридическа секция Пиауи със седалище Тересина и подсекция Пикос;
- Юридическа секция Рораима със седалище Боа Виста;
- Юридическа секция Рондония със седалище Порто Вельо и подсекция Жи Парана;
- Юридическа секция Токантинс със седалище Палмас.

Във всяка юридическа подсекция функционират определен от Регионалния съд брой първоинстанционни федерални съдилища (на португалски: varas federais).